# マックス・アマン
マックス・アマン（Max Amann、1891年11月24日 - 1957年3月10日）は、ドイツの軍人、政治家。陸軍での最終階級は軍曹。親衛隊での最終階級は親衛隊名誉大将。
国家社会主義ドイツ労働者党（ナチ党）の古参党員の1人で、出版全国指導者を務め、アドルフ・ヒトラーの著書『我が闘争』の出版に関与した。

## 生涯
1891年11月24日、ミュンヘンに生まれた。1908年から1911年までミュンヘンの商業学校に通い、以降は法律事務所に勤めた。第一次世界大戦勃発後の1914年、バイエルン予備歩兵第16連隊に入営、終戦までに准尉へ昇進した。この連隊にはヒトラーも所属しており、両者の間には面識があった。

### ナチ党
1921年10月、ナチ党に入党した。党員番号はヒトラー、ヘルマン・エッサーに次ぐ3番であった。その後1923年までナチ党機関紙『フェルキッシャー・ベオバハター』の商業担当を務めた。1922年には出版全国指導者に就任、党出版会社フランツ・エーア出版社の社長となった。ミュンヘン一揆の際にはヒトラーと共に逮捕・投獄されたが、アマンは4か月半で釈放された。釈放以降もナチ党の出版全国指導者として務めた。

### 我が闘争出版
1925年、ヒトラーの著書を出版する計画に大きく関わった。ヒトラーは獄中で口述筆記したこの著書を、『Viereinhalb Jahre gegen Lüge, Dummheit und Feigheit（嘘と臆病、愚かさに対する4年半）』と名づけたが、アマンは内容が堅い上にタイトルが長すぎて売れないと反対した。そのため、ヒトラーが判決直後に書き記した文章から『我が闘争（Mein Kampf）』と名づけられた。しかし、アマンはそれでも同書はあまり売れないと判断しており、当時の一般書の2倍の価格12マルクで売り出して、資金を回収しようとした。ナチ党の拡大後はこの本の売り上げも伸び、アマンは印税の管理も担当した。彼はフランツ・エーア社から出版される書籍の定価から何％かを確保し、私腹を肥やしていた。
1931年9月4日、フランツ・フォン・エップと共に狩猟に出た際、アマンは銃の扱いが上手でなかったために暴発事故を起こし、左腕を失う重傷を負った。

### ナチ政権
アマンはナチ党の拡大に、宣伝全国指導者ヨーゼフ・ゲッベルスとともにプロパガンダ面で大きな貢献をした。1933年のヒトラー内閣成立後は、帝国文化院傘下の帝国新聞院の総裁に任じられ、全ドイツの出版活動を取り締まった。また、1933年3月ドイツ国会選挙で国会議員にも選出されている。
1934年の長いナイフの夜では、突撃隊幹部エドムント・ハイネスの逮捕と処刑に関わった。第二次世界大戦中の1941年には親衛隊名誉大将の位を授けられた。アマンはフランツ・エーア社から本を出版していた他の党幹部達の印税も管理していたため、党内での権力争いでも攻撃されなかった。

### 戦後
戦後の非ナチ化裁判では、10年の刑を受けた。1953年に釈放されたが、財産と年金は没収された。1957年にミュンヘンで没した。

## キャリア

### 親衛隊階級
- 1932年3月15日、親衛隊中将
- 1936年1月30日、親衛隊大将

### 受章歴
- 二級鉄十字章
- 名誉十字章
- 血の勲章
- 黄金ナチ党員バッジ
- ナチ党勤続章銀章および銅章
- 親衛隊全国指導者名誉剣
- 親衛隊名誉リング